# (11703) Glassman
(11703) Glassman est un astéroïde de la ceinture principale.

## Description
(11703) Glassman est un astéroïde de la ceinture principale. Il fut découvert le 20 mars 1998 à Socorro (Nouveau-Mexique) par le projet LINEAR. Il présente une orbite caractérisée par un demi-grand axe de 2,60 UA, une excentricité de 0,08 et une inclinaison de 1,6° par rapport à l'écliptique.

## Compléments